# Bernard de Montmorillon
Bernard de Montmorillon es un profesor de gestión francés, nacido el 1 de junio de 1950 en Autun (Saona y Loira).

## Biografía
Bernard de Montmorillon estudió en el Lycée privé Sainte-Geneviève, se licenció en HEC Paris (1973), se licenció en Historia (1973) y obtuvo un máster en París-Dauphine. Tiene un doctorado en ciencias de la gestión (1980) y un título asociado en ciencias de la gestión (1982).
Enseñó en la Universidad de Nancy 2 (1982) y luego en la Universidad de Borgoña (1984), donde fue director del IAE. Enseña desde 1990 en París-Dauphine, donde fue responsable del Máster en Gestión de Recursos Humanos (1991-2000) y enseña, en particular, en el Executive MBA de París Dauphine. Fue elegido presidente de la Universidad Paris Dauphine el 9 de septiembre de 1999, reemplazando a Elie Cohen el 19 de octubre del mismo año. Laurent Batsch le sucedió el 16 de mayo de 2007.